# Municipalità locale di Setsoto
Setsoto è una municipalità locale (in inglese Setsoto Local Municipality) appartenente alla municipalità distrettuale di Thabo Mofutsanyane della provincia di Free State in Sudafrica. 
In base al censimento del 2001 la sua popolazione è di 123.195 abitanti.
La sede amministrativa e legislativa è la città di Ficksburg e il suo territorio si estende su una superficie di 5.966 km² ed è suddiviso in 17 circoscrizioni elettorali (wards). Il suo codice di distretto è FS191.

## Geografia fisica

### Confini
La municipalità locale di Setsoto confina a nord e a ovest con quella di Matjhabeng (Lejweleputswa), a nord con quella di Moqhaka (Fezile Dabi), a est con quelle di Nketoana e est con quella di Dihlabeng, a sud con il Lesotho e a ovest con quella di Masilonyana (Lejweleputswa).

### Città e comuni
- Clocolan
- Ficksburg
- Hlohlolwane
- Mafeleng
- Marquard
- Meqheleng
- Matwabeng
- Moemaneng
- Senekal

### Fiumi
- Caledon
- Debeerspruit
- Duplooyspruit
- Grootspruit
- Hamelspruit
- Klipspruit
- Laaispruit
- Laerspruit
- Lues se Spruit
- Meulspruit
- Middelspruit
- Moolmanspruit
- Mopeli
- Mprakabi
- Rantsho
- Rietspruit
- Sand
- Sandsloot
- Sandspruit
- Verongelukspruit

### Dighe
- Allemanskraaldam
- Lucretia Dam
- Meulspruit Dam
- Willow Dam